# 雷蒙德·哈伯尔
雷蒙德·哈伯尔（德語：Raimund Haberl，1949年8月29日—），奥地利男子赛艇运动员。他曾代表奥地利参加世界赛艇锦标赛，获得二枚金牌、三枚银牌和一枚铜牌。他也曾参加1984年夏季奥林匹克运动会。